# ساكني
شاكوني ( سامسوكريت : शकुनि ) ( الإنجليزية : شاكوني ) هو الأخ الأكبر لغانداري ، والدة كورافاس في ماهابهاراتا. كان يحب صهره دوريودهانا كثيرًا. لقد راهن مع الباندافاس وفاز ببلدهم لصالح صهره. والد ساكوني هو سوبالان . ابن ساكوني أولوجان .
قُتل ساكني على يد ساهاديفا في ساحة معركة كوروكشيترا .
إخوة سكوني هم فاروشان وأصلان. 